# Comme tu me veux (film)
Pour plus de détails, voir Fiche technique et Distribution.
Comme tu me veux (As You Desire Me) est un film américain de George Fitzmaurice, d'après la pièce de Luigi Pirandello, sorti en 1932.
C'est le seul film dans lequel Garbo est blonde.

## Résumé
Zara (Greta Garbo), chanteuse de cabaret à Budapest, boit après le spectacle avec ses admirateurs et les emmène dans la maison du romancier Salter (von Stroheim), qui les fait partir. Survient alors un homme mystérieux, Tony (Owen Moore), qui révèle que Zara est en réalité Maria, épouse de son meilleur ami le comte Varelli (Melvyn Douglas). La comtesse a disparu dix ans auparavant, pendant les troubles de la guerre. Amnésique, Zara n'exprime pas de souvenirs clairs de cette période, mais accepte de suivre Tony malgré la résistance de Salter.
Tony ramène Zara au comte qui la reconnaît pour sa femme. Elle dit au comte qu'elle ignore si elle est réellement Maria, mais s'habitue peu à peu à la vie dans un vaste domaine aristocratique. Elle finit par raconter un soir des souvenirs d'une soirée passée autrefois avec Tony et le comte à Monte-Carlo. Enfin sa ressemblance avec un ancien portrait de Maria paraît complète un jour où elle décide de porter la même robe que sur le tableau ; un désaccord sépare toutefois les témoins sur la couleur de ses yeux.
Survient alors Salter. Il va d'abord voir la sœur de Maria, que Zara n'a pas encore accepté de rencontrer. Il lui explique avoir retrouvé la véritable comtesse ; Zara a été choisie selon lui pour conserver au comte la jouissance du domaine qui, appartenant en fait à son épouse, va lui échapper lorsque celle-ci, dix ans après sa disparition, sera déclarée légalement décédée.
Tous se retrouvent chez le comte. Salter explique la situation puis fait entrer celle qu'il présente comme la véritable comtesse. Elle aussi, amnésique et presque muette, reconnaît tout de suite la servante de la maison. Son médecin explique qu'elle a également été retrouvée dix ans plus tôt à proximité de la maison. Zara avoue alors qu'elle n'a aucun souvenir de la soirée à Monte-Carlo, dont elle a trouvé le récit dans un journal laissé par la comtesse. Toutefois le comte, malgré l'accumulation des preuves désignant la femme amnésique comme son épouse, persiste à préférer Zara. Celle-ci se place alors face à sa rivale et parvient à lui faire prononcer le nom d'une autre femme présente ce soir-là : la fille du jardinier. Plusieurs personnes la reconnaissent en tant que telle. 
Salter admet son erreur, mais affirme que Zara, elle non plus, n'est pas Maria. Un doute subsistera toujours entre elle et le comte, mais leur amour et leur volonté de vivre comme mari et femme paraissent solides malgré tout.

## Fiche technique
- Titre original : As You Desire
- Titre français : Comme tu me veux
- Réalisation : George Fitzmaurice
- Scénario : Gene Markey d'après la pièce de théâtre Comme tu me veux de Luigi Pirandello
- Production : George Fitzmaurice et Irving Thalberg (non crédité)
- Décors : Cedric Gibbons
- Costume : Adrian
- Photo : William H. Daniels
- Montage : George Hively
- Producteur : George Fitzmaurice et Irving Thalberg
- Distribution : Metro-Goldwyn-Mayer
- Pays :  États-Unis
- Langue : anglais
- Format : noir et blanc
- Dates de sortie :
  - États-Unis : 28 mai 1932
  - France : janvier 1934

## Distribution

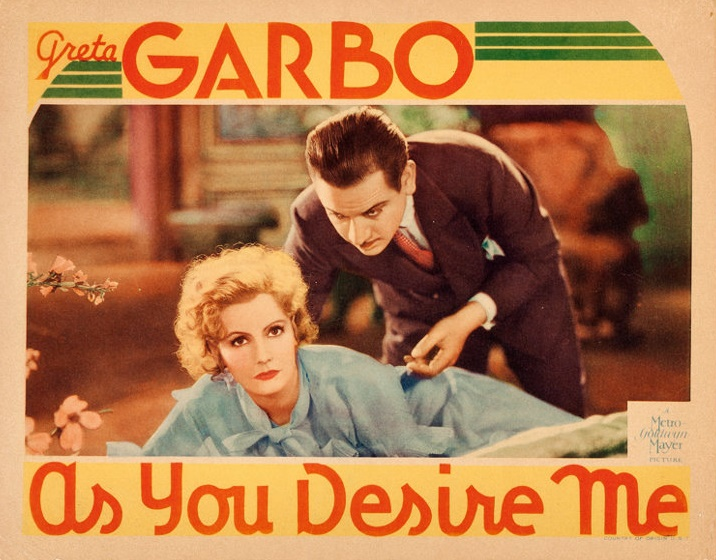
Carte promotionnelle du film.

- Greta Garbo (VF : Claude Marcy) : Zara alias Maria
- Melvyn Douglas : Comte Bruno Varelli
- Erich von Stroheim :  Carl Salter
- Owen Moore :  Tony Boffie
- Hedda Hopper :  Ines Montari
- Rafaela Ottiano :  Lena
- Warburton Gamble :  Baron
- Albert Conti :  Capitaine
- William Ricciardi :  Pietro
- Roland Varno :  Albert
- George Davis (non crédité) : Majordome de Salter